# Aktionsbündnis für faire Verlage

Meist mit Zusatz Unterstützer des Aktionsbündnisses

Das internationale Aktionsbündnis für faire Verlage (abgekürzt Fairlag) ist eine Initiative von über 60 Autorenverbänden und Literatureinrichtungen aus Deutschland, Österreich und der Schweiz. Das Bündnis setzt sich gegen die Praktiken so genannter Selbstkosten- bzw. Pseudoverlage ein.
Hauptinitiatorenverbände des zum Welttag des Buches im April 2008 ins Leben gerufenen Bündnisses sind der Verband deutscher Schriftsteller (VS) in ver.di, der Bundesverband junger Autoren und Autorinnen (BVjA), die IG Autorinnen Autoren (IGAA) aus Österreich und der Verband Autorinnen und Autoren der Schweiz (AdS).

## Aufgabe und Ziele
Das Aktionsbündnis schloss sich zusammen, um mehr Fairness im Verlagsbetrieb zu erreichen. Es macht auf wahrgenommene Missstände in Teilen des Verlagswesens aufmerksam, die – nach Meinung der Initiatoren – einseitig zu Lasten der Autoren gehen.
Es klärt potentielle Opfer von Geschäftemachern auf und bietet umfassende Unterlagen (Vertragsbestimmungen etc.) für Publizierende.
Kernstück des Aktionsbündnisses ist die Fairlag-Erklärung „Und alles selbst bezahlt! Gefahren einer Veröffentlichung in so genannten Druckkostenzuschussverlagen/Selbstzahlerverlagen und Pseudoverlagen“, die von einer Vielzahl weiterer Literatureinrichtungen, darunter allen drei deutschsprachigen PEN-Zentren aus den deutschsprachigen Ländern, unterzeichnet wurde.
Das Bündnis setzt sich für eine faire Behandlung von Autoren durch die Verlage ein. Damit wendet es sich gegen solche Verlage, die das Verlagsprinzip umkehren und das unternehmerische Verlagsrisiko einseitig auf die Autoren abwälzen und damit durch die Initiatoren als „unseriös“ angesehen werden. Die von den Autoren zu zahlenden Beträge werden oft als „branchenübliche Verlagsarbeit“ dargestellt, so wird kritisiert. „Es soll ihnen nicht nur der Traum von einem schnellen Erfolg am Buchmarkt ermöglicht werden, sondern es wird ihnen zugleich viel Geld für ein äußerst fragwürdiges Produkt abverlangt“, heißt es in der „Fairlag-Erklärung“.
Neben verschiedenen Medienunterstützungen und weiterer Aufklärungsarbeit tritt das Aktionsbündnis auch beim European Writers Congress (EWC) und gegenüber politischen Entscheidungsträgern auf. In einem Offenen Brief fordert Fairlag, dass Pseudoverlagen keine Werbepräsenzen mehr in Tages- und Wochenzeitungen gegeben werden sollen („Verlag sucht Autor“). Ferner wird in dem Vierpunkte-Papier gefordert, dass der Verlagsbegriff auch gesetzlich auf tatsächliche Verlage reglementiert wird und den Pseudoverlagen keine Messepräsenz etwa auf den großen Buchmessen sowie Mitgliedschaft in Verlegerverbänden zugebilligt wird.

## Unterstützung und Kritik
Neben den führenden Autorenverbänden aus den drei Staaten wird das Bündnis auch von einer Vielzahl von Literaturhäusern, Literaturorganisationen und Fördereinrichtungen unterstützt. Mit dem Schweizer Buchhändler- und Verleger-Verband (SBVV) unterstützt seit Dezember 2008 auch der erste Verlegerverband die Ziele des Bündnisses. Darüber hinaus haben zum Welttag des Buches 2009 insgesamt 25 namhafte Autoren wie Elfriede Jelinek, Günter Grass, Ralph Giordano und Elke Heidenreich ihre Unterstützung des Aktionsbündnisses bekannt gegeben und laden jeden Interessierten zur Mitunterzeichnung ein. Auch Tanja Kinkel, Hellmuth Karasek und Rafik Schami gehören zu den Unterzeichnern. Die Ziele des Aktionsbündnisses werden auch von der CDU/CSU-Fraktion und der SPD-Fraktion des Deutschen Bundestags unterstützt.
Kritik am Aktionsbündnis kommt aus den Reihen der Betreiber von Pseudo- und Zuschussverlagen selbst. Schon vor der Veröffentlichung der Erklärung erhielten Unterzeichner der Fairlag-Erklärung Unterlassungsaufforderungen und Klagedrohungen. Markus Hänsel-Hohenhausen, der sich als „Altverleger“ bezeichnet und bis 2003 Vorstandsvorsitzender der Frankfurter Verlagsgruppe war, veröffentlichte eine „elfseitige Denkschrift“, in der er das Aktionsbündnis der „Diskriminierung neuer Autoren“ bezichtigte und dessen Forderungen von „Ausgrenzung und Zensur“ in den „geistigen Strom der Autorenverfolgung der Zeit des Nationalsozialismus und des Kommunismus“ stellte.
Die Unterstützerverbände verwahrten sich gegen eine solche Kritik. Der Verband deutscher Schriftsteller (VS) wies unter dem Motto „Für die Kultur des Wortes – gegen Einschüchterung“ eine solche Art der „Vorzensur“ zurück: »Nicht allein die öffentliche Meinungsäußerung, schon die interne freie Meinungsbildung soll juristisch unterbunden werden. Die Gewerkschaft ver.di kritisierte diese Vorgehensweise hätte mit einer Kultur des Wortes absolut nichts zu tun und wäre ein Schlag ins Gesicht aller gewissenhaft und seriös arbeitenden Verlage«. IG Autorinnen Autoren bezeichneten die Klageandrohungen als „Zensurversuch reinsten Wassers“. Die Frankfurter Allgemeine Zeitung urteilte über Hänsel-Hohenhausen: "Wer mit solchen Vergleichen die Verbrechen des Totalitarismus verharmlost, darf sich nicht wundern, wenn vor ihm gewarnt wird.